# دیتا کرومبرگا
دیتا کرومبرگا (لتونیایی: Dita Krūmberga؛ زادهٔ ۳۰ مارس ۱۹۸۴) بازیکن بسکتبال زن اهل لتونی بود. وی در بازی‌های المپیک تابستانی ۲۰۰۸ شرکت کرده‌است.